# 克雷尼察水庫
克雷尼察水庫是白俄羅斯的水庫，位於首都明斯克西北面的斯維斯拉奇河流域，長2.8公里、寬0.7公里，面積0.96平方公里，始建於1975年，集水區面積610平方公里，平均水深1.9米，最大水深5.2米。